# San Muñoz
San Muñoz è un comune spagnolo di 346 abitanti situato nella comunità autonoma di Castiglia e León.